# PokéPark Wii: Pikachu's Adventure
PokéPark Wii: Pikachu's Adventure (japonsky ポケパークWii ～ピカチュウの大冒険～, PokePáku Wii Pikačú no Daibóken) je videohra pro platformu Wii, spin-off série Pokémon. V Japonsku byla vydána 5. prosince 2009, v Evropě byla vydána 9. července 2010, v Austrálii byla vydána 23. září 2010 a v Severní Americe 1. listopadu 2010.
Od 16. července 2015 je dostupná také na Nintendo eShopu pro Wii U.

## Hratelnost
Hlavní postavou hry je pokémon Pikachu, jehož cílem je posbírat všech 14 kousků nebeského hranolu a zachránit tak PokéPark, který je rozdělený do několik zón (luční, lávová, žulová apod.). Hra je oživena o minihry nebo souboje mezi pokémony.

## Sequel
V roce 2011 vyšla videhra PokéPark 2: Wonders Beyond, což je pokračování právě této hry.